# Steven B. Kalafer
Steven B. Kalafer, auch Steve Kalafer, (* 1. August 1949 in West Caldwell; † 21. April 2021 in New York City) war ein US-amerikanischer Unternehmer und Filmproduzent.

## Leben
Kalafer wuchs als Sohn eines Geschäftsinhabers in North Caldwell auf und arbeitete bereits im frühen Jugendalter als Vertreter für Fuller-Brush-Produkte. Er studierte bis 1971 an der Rider University, die ihm 1996 den Titel eines Ehrenabsolventen verlieh.
Kalafer begann 1973, als Manager für Coleman Oldsmobile in Trenton zu arbeiten und kaufte 1976 im Alter von 26 Jahren den kleinen Autoladen „Ditschman Ford Lincoln Mercury“ in Frenchtown, in dem er als Vertragshändler zunächst nur einen Wagen – einen orangefarbenen Ford Pinto – im Showroom anbot. Im Jahr 1979 zog er nach Flemington um, wo er bald Vertragshändler für zahlreiche weitere Automarken wurde, die er unter dem Namen Flemington Car & Truck Country vertrieb. Im Jahr 1997 fusionierte Flemington Car & Truck Country kurzzeitig mit Republic Industries, wobei Kalafers Firma als Tochterunternehmen von AutoNation USA lief. Kalafer und sein Geschäftspartner Byron Brisby kauften Flemington Car & Truck Country 2001 zurück und erwarben zusätzlich das Unternehmen Clinton Car & Truck Country. Kalafers Unternehmen betrieb 2005 schließlich rund 30 Autohausfilialen. NJBiz listete Kalafer 2011 unter den 100 mächtigsten Geschäftsmännern New Jerseys. Mit einem Vermögen von rund 781 Millionen Dollar zählt er zudem zu den reichsten Bewohnern des Bundesstaats.
Ab Ende der 1990er-Jahre stieg Kalafer ins Baseballgeschäft ein und gründete die unabhängige Atlantic League of Professional Baseball. Er war Besitzer des Baseball-Teams Somerset Patriots sowie Mitinhaber der Newark Bears und der Camden Riversharks. Auf sein Betreiben geht der Bau eines Baseball-Stadions in Bridgewater zurück, der 1999 abgeschlossen wurde.
Seit Ende der 1980er-Jahre war Kalafer zudem als Inhaber von Flemington Pictures als Filmproduzent tätig. Er wurde im Laufe der Jahre für drei Oscars nominiert.
Kalafer war verheiratet und hatte zwei Söhne.

## Filmografie
- 1988: Das Geheimnis der unsichtbaren Stadt (The Night Train to Kathmandu) (TV)
- 1998: More
- 2000: Dropping Out
- 2000: Curtain Call
- 2002: Bottom of the Ninth
- 2004: Sister Rose’s Passion
- 2004: Going Home (TV)
- 2005: Protocols of Zion
- 2005: Stranger: Bernie Worrell on Earth
- 2006: The Diary of Immaculee
- 2006: Off the Black
- 2008: The Bull
- 2009: We Love You
- 2010: The Soprano State: New Jersey’s Culture of Corruption Part 1
- 2011: Barrymore
- 2012: Once in a Lullaby: PS 22 Chorus Documentary
- 2014: Aerodrome

## Auszeichnungen
- 1999: Oscarnominierung, Bester animierter Kurzfilm, für More
- 2001: Oscarnominierung, Bester Dokumentar-Kurzfilm, für Curtain Call
- 2005: Oscarnominierung, Bester Dokumentar-Kurzfilm, für Sister Rose’s Passion
- 2012: Publikumspreis für den Besten Dokumentarfilm, Woodstock Film Festival, für Once in a Lullaby: PS 22 Chorus Documentary
- 2012: Großer Preis für den besten Dokumentarfilm, New Jersey International Festival, für Once in a Lullaby: PS 22 Chorus Documentary
- 2012: Nominierung Publikumspreis, Gotham Awards, für Once in a Lullaby: PS 22 Chorus Documentary